# Stari Kutî, Cosău
Stari Kutî (în ucraineană Старі Кути) este o comună în raionul Cosău, regiunea Ivano-Frankivsk, Ucraina, formată numai din satul de reședință.

## Demografie
Componența lingvistică a comunei Stari Kutî
     Ucraineană (99,49%)
     Alte limbi (0,44%)
Conform recensământului din 2001, majoritatea populației comunei Stari Kutî era vorbitoare de ucraineană (99,49%), existând în minoritate și vorbitori de alte limbi.